# Roberta Sá
Roberta Varela de Sá (Natal, Río Grande del Norte, 19 de diciembre de 1980) es una cantante brasileña. En 2007, fue nominada al Grammy Latino en la categoría de "Artista Revelación", junto con el sambista Diogo Nogueira y en 2017, su álbum Delírio no Circo fue nominada nuevamente pero en la categoría "Mejor Álbum de Samba/Pagode".
El 28 de febrero de 2011, la aerolínea TAP Portugal lanzó su comercial "TAP con los brazos abiertos", presentando su eslogan nuevo. Tres cantantes—Sá, la cantante portuguesa Mariza, y el cantante angoleño Paulo Flores —protagonizaron un vídeo de la canción para el comercial anteriormente mencionado

## Discografía

### Álbumes
En estudio
- 2004: Sambas e Bossas
- 2005: Braseiro
- 2007: Que Belo Estranho Dia Para se Ter Alegria
- 2009: Pra se Ter Alegria
- 2010: Quando o Canto é Reza
- 2012: Segunda Pele
- 2015: Delírio

En vivo
- 2009: Pra Se Ter Alegria
- 2016: Delírio no Circo

### DVD
- 2009: Pra se Ter Alegria